# Mangostan właściwy
Mangostan właściwy, garcynia, smaczelina, żółtopla, żółciecz (Garcinia mangostana L.) – gatunek wiecznie zielonego drzewa z rodziny kluzjowatych (Clusiaceae). Pochodzi z Borneo i południowej części Półwyspu Malajskiego, ale rozpowszechniony został w Azji Południowo-Wschodniej i w północno-wschodniej Australii.

## Morfologia
PokrójWiecznie zielone drzewo, dochodzące do 25 m wysokości.
LiścieUlistnienie nakrzyżległe. Liście podłużne, eliptycznojajowate, lśniące, całobrzegie o oliwkowozielonym kolorze.
KwiatySą dwojakiego rodzaju: obupłciowe lub rozdzielnopłciowe i wyrastają po 3–9 na szczytach pędów. Kwiaty żeńskie wyrastają pojedynczo. Mają 4-działkowy kielich i 4-płatkową koronę o średnicy do 6 cm. Płatki korony są wewnątrz żółtawe, z zewnątrz czerwonozielonkawe. W środku kwiatów pojedynczy słupek i liczne pręciki.
OwoceOkrągłe, ciemnofioletowe jagody od 4–7 cm, pokryte suchą, grubą, ciemnofioletową skórką. Ich miąższ zawiera kilka (6–8) nasion, jest biały, soczysty, w smaku jest słodki i cierpki, przypomina poziomkę, morelę, pomarańczę i ananas. Nasiona w wyglądzie i smaku najbardziej przypominają liczi.

## Zastosowanie
- Roślina uprawna: trudna w rozmnażaniu. Plantacje uprawy mieszczą się głównie w Azji południowo-wschodniej.
- Sztuka kulinarna: Uważany jest za jeden z najsmaczniejszych owoców tropikalnych, jest jednak trudny do przechowywania i transportowania. W stanie świeżym można go przechowywać zaledwie kilka dni.
  - Składniki odżywcze:
    - około 16% cukry (głównie fruktoza i glukoza)
    - około 0,003% witaminy C (3 mg/100 g)

- Z tłuszczu wytłaczanego z nasion produkuje się mydło.
- Drewno znajduje zastosowanie w rzeźbiarstwie, kora używana jest jako garbnik.
- Suplementacja: Owoce mangostanu cenione są ze względu na bogactwo składników odżywczych (antyoksydantów, minerałów i enzymów)[4]. Garcynia jest źródłem kwasu hydroksycytrynowego (HCA), który jest niezbędny do syntezy kwasów tłuszczowych, cholesterolu i trójglicerydów, jak również hamuje lipogenezę, sprzyja syntezie i magazynowaniu glikogenu w wątrobie, co przyspiesza odczucie sytości[5]. Ekstrakt z owoców od czasu opatentowania sposobu wytwarzania jest wykorzystywany w suplementach diety.